# Diemidow
Diemidow (ros. Демидов; do 1918 Porzecze) – miasto w Rosji, w obwodzie smoleńskim, nad rzeką Kaspla. Siedziba rejonu diemidowskiego. W 2009 liczyło 7 895 mieszkańców.
Miasto pod nazwą Porzecze przynależało niegdyś do województwa smoleńskiego I Rzeczypospolitej.

## Historia

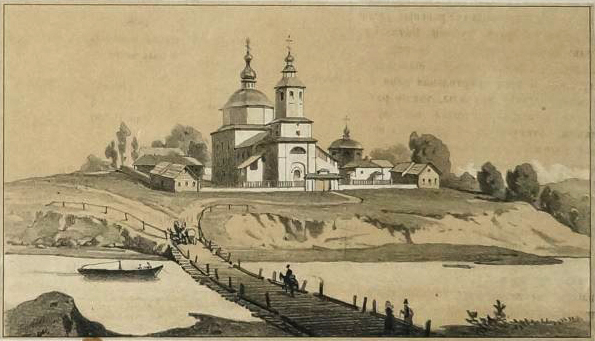
Porzecze w XIX w.

Miejscowość Porzecze została założona w 1499 roku. Do 1514 leżała w granicach Wielkiego Księstwa Litewskiego, połączonego unią z Polską, następnie zdobyta przez Wielkie Księstwo Moskiewskie. Odzyskana przez Polskę w 1611 roku, znalazła się w granicach administracyjnych województwa smoleńskiego. Utracona przez Polskę de facto w 1654 roku (de iure w 1667). Prawa miejskie od 1776 roku. Obecna nazwa została miastu nadana w 1918 na cześć bolszewika Jakowa Diemidowa.
W mieście urodził się w 1921 roku Jurij Nikulin – znany rosyjski aktor komediowy.
Podczas okupacji hitlerowskiej, 4 września 1941 roku Niemcy utworzyli getto dla żydowskich mieszkańców. Przebywało w nim około 250 osób. W styczniu 1942 roku Niemcy zlikwidowali getto, a Żydów zamordowali. Sprawcami zbrodni było Sonderkommando 7a oraz żołnierze z 161 i 183 Dywizji Piechoty. 